# جبل آغونغ
جبل آغونغ هو أحد جبال بالي في إندونيسيا. وهو عبارة عن بركان طبقي و أعلى نقطة في الجزيرة. وله تأثير مناخي على المنطقة المحيطة به . فالغيوم التي تأتي من الغرب آغونغ تحيط بها المياه حيث تكون المناطق الغربية خصبة وخضراء بينما الشرقية قاحلة وجافة.
ويعتقد الباليين وفق الميثولوجيا الهندوسية بأن آغونغ و جبل ميرو هما محور الكون.
آخر انفجار لآغونج كان في 1963-64 وما يزال نشطاً حتى الآن، بحفرة كبيرة وعميقة جداً أحياناً تبعث الدخان والرماد. يبدو الجبل مخروطياً تماماً من بعيد، على الرغم من وجود حفرة كبيرة.